# Nitokris II.
Nitokris II. war die Tochter von Pharao (König) Amasis Gottesgemahlin des Amun und Hohepriesterin des Amun (Dritte Zwischenzeit). Ihre Vorgängerin in diesem Amt war Anchnesneferibre.